# Elezioni presidenziali in Guinea del 2010
Le elezioni presidenziali in Guinea del 2010 si tennero il 27 giugno (primo turno) e il 7 novembre (secondo turno).
Le elezioni si tennero a conclusione del periodo transitorio che si era aperto dopo il colpo di Stato del 2008, quando Moussa Dadis Camara, a seguito della morte del Presidente Lansana Conté, aveva esautorato il Presidente ad interim Aboubacar Somparé e istituito una giunta militare, divendone Presidente. Nel dicembre 2009, Camara fu sostituito da Sékouba Konaté.

## Risultati
| Candidati               | Partiti                                               | I turno   | I turno | II turno  | II turno |
| Candidati               | Partiti                                               | Voti      | %       | Voti      | %        |
| ----------------------- | ----------------------------------------------------- | --------- | ------- | --------- | -------- |
| Alpha Condé             | Raggruppamento del Popolo Guineano                    | 323 406   | 18,25   | 1 474 973 | 52,52    |
| Cellou Dalein Diallo    | Unione delle Forze Democratiche di Guinea             | 772 496   | 43,60   | 1 333 666 | 47,48    |
| Sidya Touré             | Unione delle Forze Repubblicane                       | 230 867   | 13,03   |           |          |
| Lansana Kouyaté         | Partito della Speranza per lo Sviluppo Nazionale      | 124 902   | 7,05    |           |          |
| Papa Koly Kouroumah     | Raggruppamento per la Difesa della Repubblica         | 101 827   | 5,75    |           |          |
| Ibrahima Abe Sylla      | Nuova Generazione per la Repubblica                   | 57 394    | 3,24    |           |          |
| Jean Marc Telliano      | Raggruppamento per lo Sviluppo Integrale della Guinea | 41 332    | 2,33    |           |          |
| Aboubacar Somparé       | Partito dell'Unità e del Progresso                    | 16 947    | 0,96    |           |          |
| Boubacar Barry          | Partito Nazionale per il Rinnovamento Nazionale       | 14 200    | 0,80    |           |          |
| Ousmane Bah             | Unione per il Progresso e il Rinnovamento             | 12 140    | 0,69    |           |          |
| Ibrahima Kassory Fofana | Guinea per Tutti                                      | 11 778    | 0,66    |           |          |
| Ousmane Kaba            | Partito Liberale per l'Unità e la Solidarietà         | 9 613     | 0,54    |           |          |
| Altri <0,50%            | -                                                     | 55 078    | 3,11    |           |          |
| Totale                  | Totale                                                | 1 771 980 | 100     | 2 808 639 | 100      |